# Jason Barry
Jason Barry, född den 14 december 1972 i Dublin, är en irländsk skådespelare. Barry är mest känd för sin roll som Tommy Ryan i succéfilmen Titanic. Barry har även medverkat i filmen The Still Life där Barry vunnit flera priser för sin roll. 

## Biografi
Barrys andra genombrott kom med filmen Easter Sixteen med Guy Pearce och Gary Oldman.